# イオンモール熱田

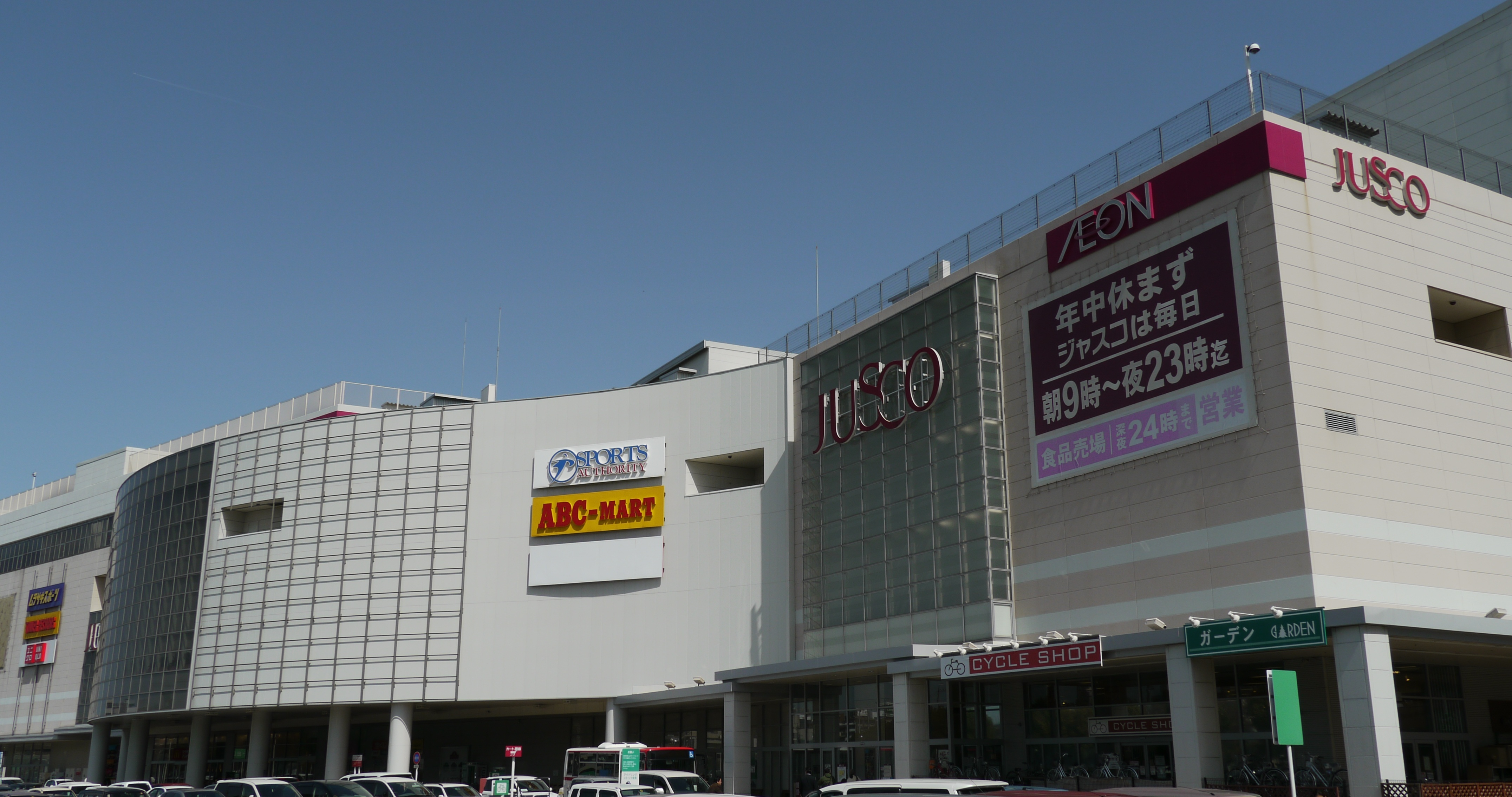
核店舗がジャスコ熱田店だった時期の店舗外観

イオンモール熱田（イオンモールあつた）は、愛知県名古屋市熱田区六野一丁目に立地し、イオンモール株式会社が管理・運営するモール型ショッピングセンター。2011年（平成23年）11月21日に「イオン熱田ショッピングセンター」から改称した。通称「熱田イオン」。
名古屋市内に乱立するショッピングセンターの中で最古のショッピングセンターである。
規模はmozoワンダーシティのほうが大きい。

## 概要

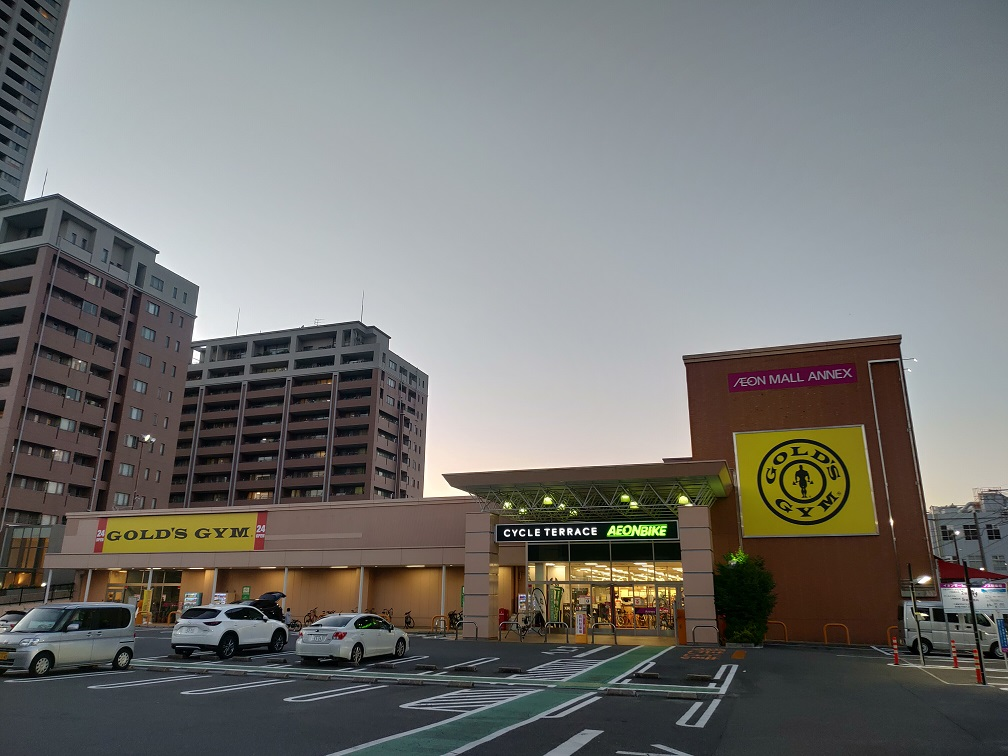
イオンモール熱田アネックス

大同特殊鋼株式会社（本社：名古屋市東区）高蔵製作所の跡地に大林組の施工により建設され、イオン株式会社が借用し、2003年（平成15年）7月5日にグランドオープンした。2013年10月31日まではイオンリテール株式会社が管理・運営していた。
敷地面積約6万5,000m2、店舗面積約6万2,000m2を有する巨大ショッピングモールである。建物は4階建て店舗3階層のGMS棟と、4階建てのエンクローズドモール（イオン熱田専門店街）で構成される。
当初は大同特殊鋼を施設所有者、イオン株式会社SC事業部をデベロッパーとして再開発。事前の調整どおり地元対策を大同特殊鋼名義で行い、開店直後に施設所有者をイオンと親密な三菱グループの三菱信託銀行（現在の三菱UFJ信託銀行）名義に変更している（名古屋市への開店時間延長申請等を参照）。。
2013年（平成25年）4月に専門店街の全面改装を行い、多くのテナントの入れ替えが実施された。
2016年（平成28年）3月から5月にかけては、改装と一部専門店の入れ替えが行われた。また同年9月には、本モールの南東側にあったアミューズメント施設が入居していた建物を改装し、新たに「イオンモール熱田アネックス」として開店。GMS棟1階にあったイオンバイク（自転車ショップ）を同地に移転し、スポーツバイク専門店も併設した。
2019年（平成31年）3月から（令和元年）7月にかけては、改装と一部専門店の入れ替え、2階フードコートの拡張による大規模リニューアルが実施されている。
地元では、ジャスコ時代の名残で「熱ジャ」（熱田のジャスコの意）と呼ばれることがある。
大同特殊鋼は、2023年度（2024年3月期）第4四半期に、連結子会社が所有するイオンモール熱田の建物（転借地権付建物信託受益権）を売却し、売却益69億円を計上した。なお、2023年3月時点では、大同特殊鋼連結子会社の「有限会社タカクラ・ファンディング・コーポレーション」が建物を保有し、簿価は3,113百万円、土地65千平米は大同特殊鋼から賃借していた。

## 主なテナント
核店舗のイオン熱田店（旧・ジャスコ熱田店）のほか、専門店街には約150のテナントが出店している。
出店テナント全店の一覧と詳細については、公式サイト「ショップ&レストラン」を参照。
営業時間およびATMを設置する金融機関については、公式サイト「インフォメーション」を参照。

## 交通アクセス

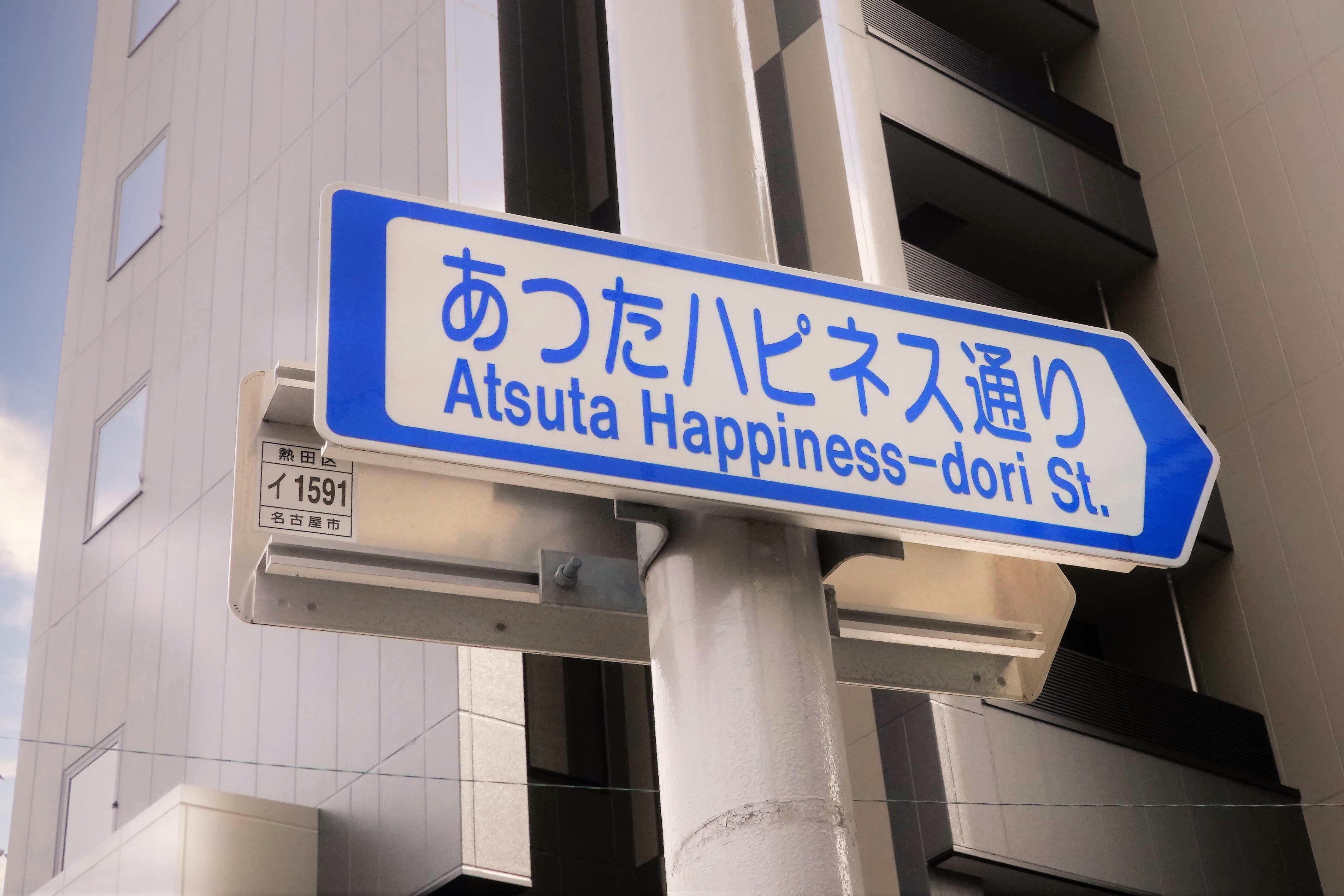
あつたハピネス通り（市道池内町第4号線）

2019年（令和元年）10月には、イオンモール熱田から金山総合駅までの市道に「あつたハピネス通り」という愛称が付けられた。

### 自動車
駐車場についての詳細は、公式サイト「駐車場のご案内」を参照。
駐車場はイオン4階屋上駐車場、専門店街屋上駐車場、1階平面駐車場の他に、立体駐車場棟（1階から7階、屋上の8階層）がある。屋上は2021年（令和3年）4月18日〜2023年（令和5年）11月頃までアスファルト舗装工事に伴い閉鎖されていた。
駐車場の収容台数は約3,700台で、本棟4階/屋上駐車場、7階＋R階の立体駐車場、線路側西平面駐車場、東側平面駐車場、アネックス棟駐車場の5か所がある。高さ制限は2.3m（アネックス棟屋上駐車場は2.2メートル）となっている。
- 2023年より、本棟エリア、アネックス棟両棟おいて、チケットレスのカメラによるナンバープレート認証方式の駐車場システムとなっている。
  - 本棟は、最初の3時間まで無料、それ以降は、お買い上げ金額に応じて、割引きサービスが受けられて、最大5時間まで無料である。
  - アネックス棟は、イオンバイクサイクルテラス利用の方は、2時間無料、ゴールドジム利用の方は、5時間無料の駐車場サービスを受けられる。

### 鉄道
- JR東海・名鉄線・名古屋市営地下鉄 金山駅から徒歩で約15分。
- 名古屋市営地下鉄名城線 西高蔵駅から徒歩で約15分。
- JR東海道本線 熱田駅から徒歩で約15分。モールは熱田駅と金山駅のほぼ中間に位置する。

### 無料送迎バス

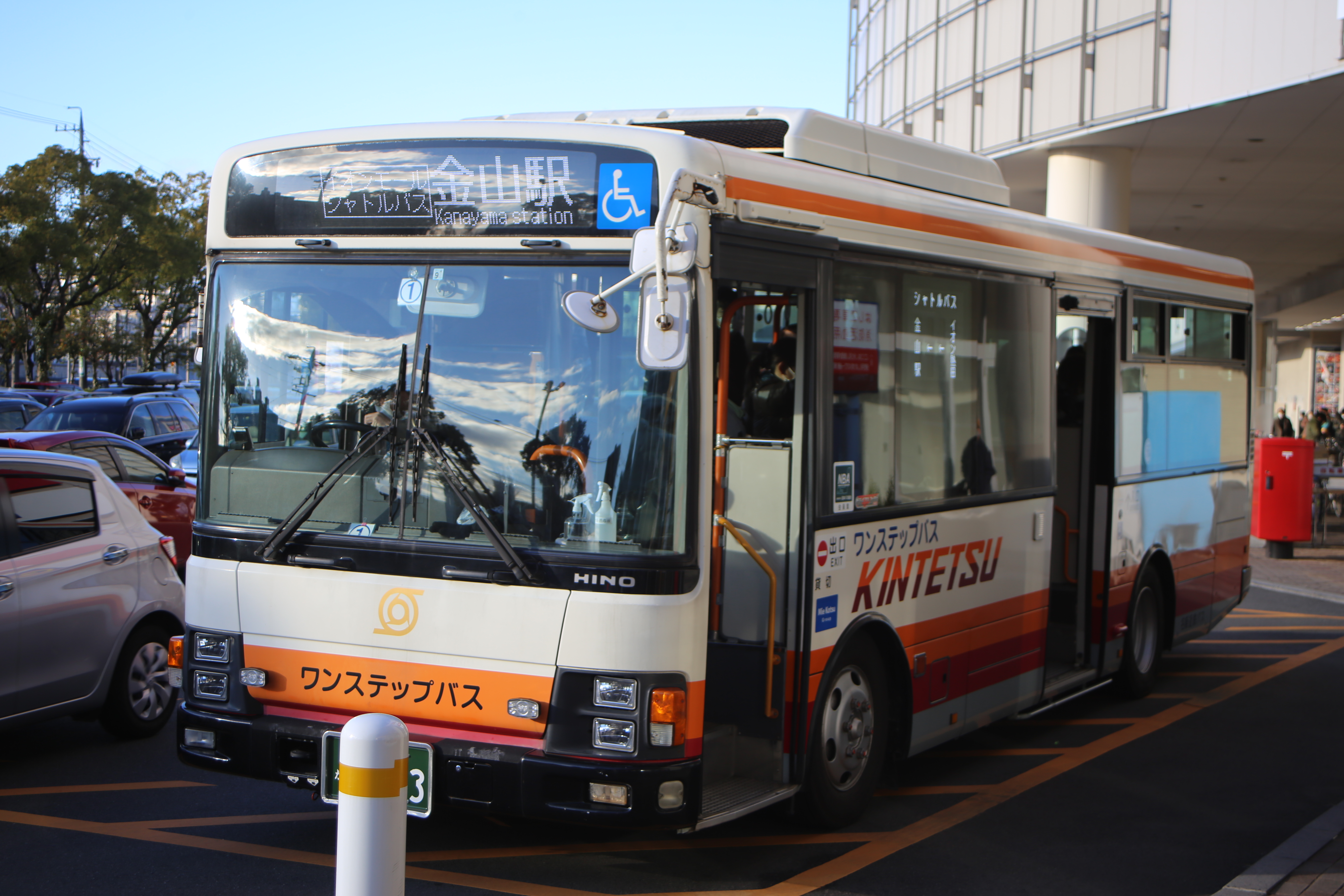
イオンモール熱田シャトルバス専用車
（2022年1月）

無料送迎バスを運行している。詳細は公式サイト「無料シャトルバスのご案内」を参照。

#### シャトルバス
金山駅南口から無料シャトルバスが運行されている。2020年（令和2年）3月31日までは名鉄バスが受託運行していたが、同年4月1日より名阪近鉄バス（名古屋営業所）に変更された。
中型バスでの運行。金山駅行きは沢上町経由で金山駅南側を右回りする大回り経路となるため、イオンモール熱田行きより時間がかかる。
なお、2024年3月2日より大型燃料電池バス運行開始に伴い、乗り場がー部変更されている。

#### イオンモール熱田巡回バス（AJB）

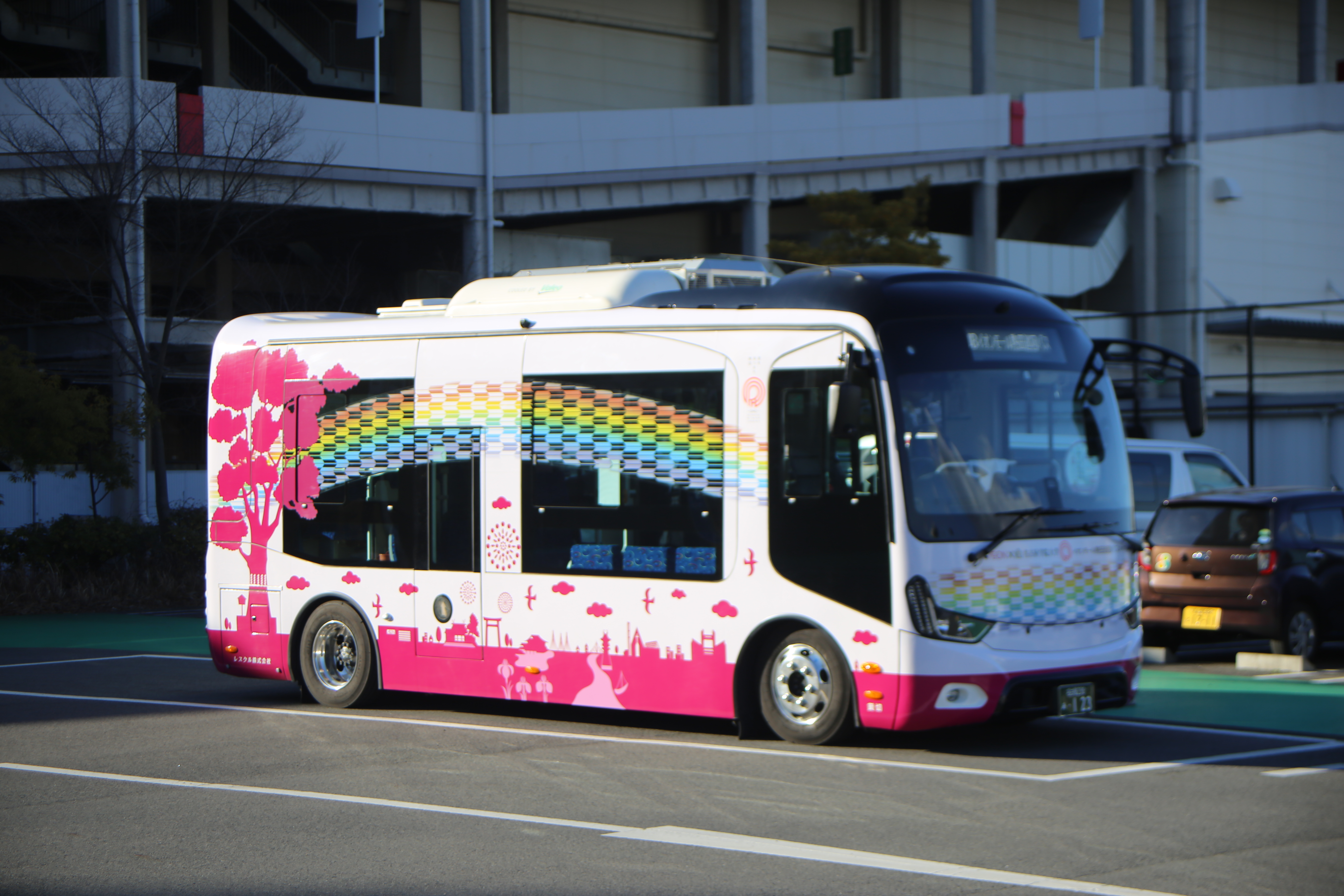
イオンモール熱田巡回バス（2022年2月）

イオンモール熱田から白鳥庭園、JR東海道本線 熱田駅、名鉄名古屋本線・常滑線 神宮前駅を経由して循環運行する「イオンモール熱田巡回バス（AJB）」も運行されている。1時間に1本程度で、小型バスでの運行。
2019年（令和元年）7月21日から運行開始し、当初は名鉄バス知立営業所が小型バスの日野・ポンチョで運行していたが、2020年（令和2年）6月30日をもって撤退し、同年7月1日よりレスクルが受託運行している。

### 路線バス
名古屋市営バス
- 金山11系統・金山12系統・金山14系統・金山16系統・金山18系統・出入庫系統：「池内町」停留所から徒歩で約5分。
- 金山15系統・熱田巡回系統：「熱田プール」停留所から徒歩で約5分。
- 神宮11系統：「神宮東公園」停留所から徒歩で約15分。